# Государства — участники Первой мировой войны
Государства — участники Первой мировой войны — государства, принимавшие участие в Первой мировой войне. Участниками Первой мировой войны 1914—1918 годов стали 38 из 59 существовавших на тот момент государств.

## Государства, образованные до Первой мировой войны

### Центральные державы

#### Австро-Венгрия
Австро-Венгрия считала убийство эрцгерцога Франца Фердинанда организованным при содействии Сербии. Страна рассматривала это убийство как создание опасного прецедента, побуждающего южнославянское население страны к восстанию и угрозе распада многонациональной страны. Австро-Венгрия официально направила Сербии ультиматум с требованием полномасштабного расследования соучастия сербского правительства в убийстве и полного выполнения Сербией условий, требуемых Австро-Венгрией. Сербия согласилась принять большинство требований. Однако Австро-Венгрия посчитала это недостаточным и использовала это несоблюдение для оправдания военного вмешательства. Эти требования рассматривались как дипломатическое прикрытие для неизбежного объявления Австро-Венгрией войны Сербии 28 июля 1914 года.

##### Тяньцзинская концессия
На момент войны являлась единственным колониальным владением Габсбургов. С 1913 года по 14 августа 1917 год Хуго Шумпетер был австро-венгерским консулом в концессии. После того как Китай вступил на стороне Антанты, он ликвидировал её, переименовав во Второй особый район. В июне 1927 года присоединена к итальянской концессии.

#### Болгария
Болгарское царство вступило в войну 14 октября 1915 года, объявив войну Сербии. Поводом стало то, что Болгария всё ещё была недовольна своим поражением в июле 1913 года против Сербии, Греции и Румынии. Она подписала договор об оборонительном союзе с Османской империей 19 августа 1914 года. Это была последняя страна, присоединившаяся к Центральным державам, что Болгария сделала в октябре 1915 года, объявив войну Сербии. Она вторглась в Сербию вместе с немецкими и австро-венгерскими войсками. Болгария предъявляла претензии на регион Вардарская Македония, который затем принадлежал Сербии после Балканских войн (1912—1913) и (с точки зрения Болгарии) дорогостоящий Бухарестский мирный договор (1913). В качестве условия вступления в Первую мировую войну на стороне Центральных держав Болгарии было предоставлено право вернуть себе эту территорию.

#### Германия
Германская империя вступила в войну 1 августа 1914 года, объявив войну России, так как в начале июля 1914 года, после убийства австро-венгерского эрцгерцога Франца Фердинанда и непосредственной вероятности войны между Австро-Венгрией и Сербией, кайзер Вильгельм II и правительство Германии сообщили правительству Австро-Венгрии, что Германия будет поддерживать свой союз с Австро-Венгрией и защитит её от возможного вмешательства России в случае войны между Австро-Венгрией и Сербией. Когда Россия провела всеобщую мобилизацию, Германия сочла этот акт провокационным. Российское правительство пообещало Германии, что его всеобщая мобилизация не означает подготовку к войне с Германией, а является реакцией на события между Австро-Венгрией и Сербией. Немецкое правительство считало обещание России не вести войну с Германией абсурдом в свете своей всеобщей мобилизации, а Германия, в свою очередь, мобилизовалась на войну. 1 августа Германия направила России ультиматум, заявив, что, поскольку и Германия, и Россия находятся в состоянии военной мобилизации, между двумя странами существует эффективное состояние войны. Позже в тот же день Франция, союзник России, объявила о всеобщей мобилизации.
После того, как Германия объявила войну России, Франция в своём союзе с Россией подготовила всеобщую мобилизацию в ожидании войны. 3 августа 1914 года Германия ответила на это действие объявлением войны Франции. Германия, столкнувшаяся с войной на два фронта, приняла так называемый план Шлиффена, в котором немецкие вооруженные силы должны были пройти через Бельгию и повернуть на юг, во Францию, в сторону французской столицы Парижа. Этот план должен был быстро одержать победу над французами и позволить немецким войскам сосредоточиться на Восточном фронте. Бельгия была нейтральной страной и не могла допустить, чтобы немецкие войска пересекали её территорию. Германия проигнорировала бельгийский нейтралитет и вторглась в страну, чтобы начать наступление на Париж. Это заставило Великобританию объявить войну Германской империи, поскольку это действие нарушило Лондонский договор, подписанный обеими странами в 1839 году, гарантирующий бельгийский нейтралитет и защиту королевства в случае отказа страны.

##### Германские колонии и протектораты
Германские колонии Восточная Африка, Новая Гвинея, Юго-Западная Африка, Камерун, Тоголенд, Самоа, а также концессии в Китае Цзяо-Чжоу, Тяньцзинь, Ханькоу вступили в войну на стороне Центральных держав вслед за Германией.

#### Дарфурский султанат
Дарфурский султанат был государством на территории Дарфура, западного региона современного Судана. После захвата в сентябре 1898 году Судана Великобританией Дарфурский султанат оставался де-факто независимым, хоть и де-юре подчинился Великобритании. Его правителем был объявлен Али Динар, который во время Махдистского восстания находился в тюрьме в Омдурмане. Султан выплачивал ежегодную дань. В апреле 1915 года Али Динар объявил о полной независимости султаната и перешёл на сторону Османской империи. Однако в мае 1916 году его войско было разбито англичанами. Тогда Али Динар начал партизанскую войну, поскольку он надеялся на помощь из Османской империи или от ливийских повстанцев Сенусии, которая так и не пришла, из-за чего в ноябре 1916 года он был убит. Территория Дарфурского султаната в 1916 году была присоединена к Англо-Египетскому Судану.

#### Государство дервишей
Саид Мохаммед Абдилле Хасан — лидер религиозного братства Салихия в 1897 году начал борьбу против британского и итальянского Сомали. Как только Хасану удалось остановить наступление англичан в страну, он заставил итальянцев подписать договор о признании его власти над частью северных территорий. Хрупкий мир был нарушен в 1911 году дервишами Хасана, которые атаковали Мигиуртину, но затем были вытеснены на север, на территорию британского Сомали.
Как и в других частях Африки, Османское объявление Джихада 12 ноября 1914 года также вызвало в Сомали большую обеспокоенность и нервозность среди колониальных держав, которые опасались, что мусульмане из Африканского Рога прислушаются к этому призыву, поставив под угрозу региональную стабильность. Несмотря на поддержку Эфиопии, Османской и Германской империи ограниченными поставками оружия и боеприпасов, Хасан не смог использовать в своих интересах участие на тот момент англо-итальянских войск на европейском фронте и в Северной Африке.

#### Османская империя
Османская империя вступила в войну 29 октября 1914 года. Османская империя приобрела прочные экономические связи с Германией благодаря проекту железной дороги Берлин-Багдад, который в то время ещё не был завершён. Османская империя заключила формальный союз с Германией, подписанный 2 августа 1914 года. Соглашение о союзе предполагало, что Османская империя будет вовлечена в конфликт в короткие сроки. Однако в течение первых нескольких месяцев войны Османская империя сохраняла нейтралитет, хотя позволяла немецкой военно-морской эскадре войти в пролив Босфор и остаться у него. Официальные лица Османской империи проинформировали правительство Германии о том, что стране нужно время для подготовки к конфликту. Германия оказывала Османской империи финансовую помощь и поставки оружия.
После эскалации давления со стороны правительства Германии, требующего, чтобы Османская империя выполнила свои договорные обязательства, иначе Германия исключит страну из альянса и прекратит экономическую и военную помощь, османское правительство вступило в войну с недавно приобретёнными крейсерами из Германии «Yavuz Sultan Selim» (ранее SMS Goeben) и «Midilli» (ранее SMS Breslau) совершив военно-морской набег на российский порт Одесса, таким образом участвуя в военных действиях в соответствии со своими союзническими обязательствами с Германией. Россия и Тройственная Антанта объявили войну Османской империи.

##### Джебель-Шаммар
Джебель-Шаммар был государством на Ближнем Востоке, которое было тесно связано с Османской империей. После начала мировой войны, в 1915 году, против Джебель-Шаммара выступил поддерживаемый англичанами эмир Неджда Абдул-Азиз ибн Сауд, однако основная битва между войсками Джебель-Шаммара и Неджда, проходившая близ колодца Джарраба, закончилась для недждского эмира ничем.

##### Катар
В 1914 году, хотя многие считали Персидский залив «британским озером», в Катаре располагался османский гарнизон. К 20 августа 1915 османские солдаты покинули гарнизон и 3 ноября 1916 года Катар стал британским протекторатом.

### Союзники

#### Австралия
Австралия вступила в войну 4 августа 1914 года, объявив войну Германской империи. После начала войны австралийские силы сразу приступили к ликвидации возможной угрозы для судоходства из-за близости германских тихоокеанских колоний. Под командованием полковника Уильяма Холмса военный контингент из 2 000 добровольцев был быстро переформирован (отдельно от Австралийских Императорских сил) в батальон пехоты, 500 солдат резерва и Австралийский военный и военно-экспедиционный корпус. Силы достигли Рабаула 11 сентября 1914 года и оккупировали его на следующий день, по пути встретив лишь слабое сопротивление немецких защитников и местных жителей в ходе боёв при Бите Паке и Томе. Германская Новая Гвинея была оккупирована 17 сентября 1914 года.

#### Бельгия
3 августа германский ультиматум потребовал беспрепятственного продвижения через любую часть Бельгии, в чём было отказано. Бельгия вступила в войну 4 августа 1914 года, после немецкого вторжения на её территорию. После этого бельгийское правительство обратилось за помощью к Великобритании в соответствии с договором 1839 года. К концу 1914 года более 95 % страны было оккупировано, но бельгийская армия удерживала свои позиции на Изерском фронте на протяжении всей войны.

#### Бразилия
Бразилия вступила в войну 26 октября 1917 года, объявив войну Германской империи после вмешательства США из-за неограниченной подводной войны Германии, потопившей свои торговые суда, что Бразилия также назвала причиной для вступления в войну, сражаясь против Германии и Центральных держав. Бразилия направила военно-морскую дивизию для проведения военных операций, которая присоединилась к британскому флоту в Гибралтаре и предприняла первую военно-морскую операцию Бразилии в международных водах. В соответствии с обязательствами, взятыми на Межамериканской конференции, проходившей в Париже с 20 ноября по 3 декабря 1917 года, бразильское правительство направило медицинскую миссию в составе гражданских и военных хирургов для работы в полевых госпиталях на Европейском театре военных действий, сержантов и офицеров для службы во французской армии, лётчиков из армии и флота для присоединения к Королевским военно-воздушным силам и задействуют часть флота, прежде всего, в противолодочной войне.

#### Великобритания
Британская империя вступила в войну 4 августа 1914 года, объявив войну Германской империи. Ещё 1 августа явное большинство либерального правительства и его сторонников не хотели участвовать в войне. В то время как лидеры либералов Герберт Асквит и Эдуард Грей считали Великобританию юридически и морально обязанной поддерживать Францию, несмотря ни на что, ожидание, пока Германия инициирует договор 1839 года, давало лучший шанс сохранить единство либеральной партии.

##### Британская Индия
Британская Индия автоматически вступила в войну вместе с Британской империей (из-за своего статуса колонии) 4 августа 1914 года, объявив войну Германской империи. После начала войны индийское командование смогло отправить для боевых действий 2 кавалерийские и 2 пехотные дивизии. Из этих четырёх дивизий были сформирован «Индийский экспедиционный корпус А» под командованием генерал-майора Джеймса Уиллкокса. 30 сентября 1914 года эти подразделения прибыли в Марсель. Индийские войска были направлены на участок фронта у Ипра. В конце 1914 года индийцы участвовали в боях при Ла Бассее.

##### Непал
Непальская армия участвовала в Первой мировой войне с батальонами «Первая винтовка», «Калибокс», «Сумшер Дал», «Джаббар Джунг», «Пашупати Прасад», «Бхайраб Натх», «Вторая стрелка», «Бхайрунг» и «Шринатх».

##### Новые Гебриды
Во время Первой мировой войны добровольцев из числа коренных народов не было, потому что с юридической точки зрения вопрос о передаче архипелага составлял проблему международного права: архипелаг был демилитаризован, две правовые системы сосуществовали в пацифистских рамках между двумя британскими и французскими народами.

##### Тонга
В войне тонганцы принимали участие в составе Новозеландских экспедиционных войск.

##### Фиджи
Более 1500 человек из Фиджи пошли добровольцами на военную службу в британские войска. Другие добровольцы прошли службу в австралийских и новозеландских войсках.

#### Гаити
Через месяц после того, как США объявили войну, президент Гаити Филипп Дартигенав обратился к Гаитянскому конгрессу с просьбой объявить войну из-за уничтожения немецкой подводной лодкой французского парохода, в составе экипажа и пассажиров которого находились граждане Гаити. Конгресс отказался, но несколько дней спустя принял резолюцию, осуждающую неограниченную подводную войну и уполномочивающую президента разорвать дипломатические отношения с Германией, если эта страна откажется от репараций и гарантий на будущее. Гаити вступило в войну 12 июля 1918 года, объявив войну Германской империи.

#### Гватемала
Гватемала вступила в войну 23 апреля 1918 года, объявив войну Германской империи. К тому времени Германия и Австро-Венгрия были практически разбиты силами Франции и Англии. В Гватемале правительство вмешалось в немецкие компании; среди них: электрическая компания в Гватемале, железная дорога «Верапаз» и электрическая и телефонная компания Кецальтенанго.

#### Гондурас
В 1914 году цены на бананы начали падать, и, кроме того, война уменьшила общий объём сельскохозяйственного экспорта. Вступление США в войну в 1917 году привлекло корабли к участию в войне, в результате чего импортные товары, такие как текстиль, стали дефицитом. Дефицит товаров, в свою очередь, привёл к инфляции, а спад торговли снизил доходы правительства от тарифов. Однако банановые компании продолжали процветать; Standard Fruit сообщила о доходах почти в 2,5 миллиона долларов США в 1917 году. Гондурас вступил в войну 19 июля 1918 года, объявив войну Германской империи.

#### Греция
Греция почти удвоилась в размерах в результате Балканских войн (1912—1913), но за успехом были замаскированы глубокие разногласия внутри политической элиты. В 1908 году остров Крит, формально входивший в состав Османской империи, но находящийся под управлением греческих властей, объявил о союзе с Грецией во главе с харизматичным националистом Элефтериосом Венизелосом. Год спустя молодые армейские офицеры сформировали Военную лигу, чтобы выступать за агрессивную и экспансионистскую внешнюю политику; при их поддержке Венизелос выиграл большинство на парламентских выборах 1910 года, а затем ещё один в 1912 году. Он фактически сломил власть политического класса, существовавшего до 1910 года, и его позиция была затем усилена успехом в Балканских войнах.
В 1913 году был убит греческий монарх Георг I. Наследником стал его сын Константин, который учился в Гейдельбергском университете, служил в прусском полку и женился на Софии Прусской, сестре императора Вильгельма II. Эти связи и вера в то, что Центральные державы выиграют войну, в совокупности сделали Константина прогерманским. Венизелос был сторонником Антанты, отчасти из-за их способности блокировать морские торговые пути, необходимые для греческого импорта.
Споры о том, какую из сторон принимать, привели к национальному расколу с администрацией, поддерживаемой Антантой, во главе с Венизелосом на Крите, и роялистской администрацией во главе с Константином в Афинах, которая поддерживала центральные державы.
В сентябре 1915 года Болгария присоединилась к Центральным державам; В октябре Венизелос позволил войскам Антанты высадиться в Салониках, чтобы поддержать сербов, хотя они опоздали, чтобы предотвратить своё поражение. В августе 1916 года болгарские войска продвинулись в контролируемую греками Македонию, и Константин приказал армии не сопротивляться; гнев по этому поводу привёл к перевороту, и в конце концов он был вынужден покинуть страну в июне 1917 года. Греция вступила в войну 2 июля 1917 года, объявив войну Центральным державам.

#### Италия
Италия, прекратив нейтралитет, вступила в войну 23 мая 1915 года, объявив войну Австро-Венгрии. Премьер-министр Италии Антонио Саландра утверждал, что, поскольку альянс носит оборонительный характер, агрессия Австрии против Сербии и исключение Италии из процесса принятия решений означают, что она не обязана присоединяться к ним.
По Лондонскому договору Италия согласилась присоединиться к Антанте в обмен на заселённые итальянцами территории Австро-Венгрии и другие уступки; взамен, она объявил войну Австро-Венгрии в мае 1915 года, как требовалось, но не Германии до 1916 года. Негодование Италии по поводу разницы между обещаниями 1915 года и фактическими результатами Версальского договора стало мощным фактором роста Бенито Муссолини.

##### Итальянские колонии и протектораты
Итальянские колонии Триполитания, Феццан, Киренаика, Эритрея, Сомали, Эгейские острова и концессия в Тяньцзине автоматически вступили в войну вслед за Италией 23 мая 1915 года.
Итальянские колонии, за частичным исключением северных африканских владений, сыграли второстепенную роль в войне. Поскольку итальянские заморские владения не имели общих границ с какими-либо немецкими колониями, то они и не имели конфликта непосредственно с европейскими странами Центральных держав. Тем не менее, Первая мировая война оказала значительное влияние на их внутреннюю ситуацию: на территории современной Ливии вспыхнуло антиколониальное восстание, поддержанное Центральными державами, Эритрея и Сомали пострадали от повстанцев, в основном поддерживавшихся Эфиопией. Наконец, на Додеканесе война обострила межэтнические разногласия, настроив местное греческое население против итальянского контроля.

#### Канада
Канада автоматически вступила в войну вместе с Британской империей (из-за своего статуса доминиона) 4 августа 1914 года, объявив войну Германской империи. Первым сражением канадских войск стала операция при Нев-Шапель. Британское командование планировало силами двух армейских корпусов прорвать германскую оборону у этой деревни. Канадские войска активного участия в прорыве не принимали, основную роль в наступлении сыграли соединения Индийского корпуса и 4-го армейского корпуса.

#### Китай
Китай вступил в войну 14 августа 1917 года, объявив войну Германской империи и Австро-Венгрии. После объявления войны Китаем министерство труда китайского правительства начало официально организовывать набор китайских граждан в качестве рабочих. Правительство рассматривало возможность отправки условного боевого подразделения на Западный фронт, но так и не сделало этого.

#### Коста-Рика
Коста-Рика вступила в войну 23 мая 1918 года, объявив войну Германской империи. С разрывом дипломатических отношений в сентябре 1917 года, президент Коста-Рики Федерико Тиноко интернировал всех немецких жителей, чтобы они не смогли помочь предшественнику Альфреду Гонсалесу Флоресу вернуть власть.

#### Куба
Куба вступила в войну 7 апреля 1917 года, объявив войну Германской империи. После объявления войны все немецкие корабли в гавани Гаваны были захвачены. А также готовился законопроект, разрешающий предложение США контингента численностью 12 000 человек.
Кубинское правительство также согласилось разместить на острове морских пехотинцев США. Однако американцы, опасаясь, что это подорвёт национальную и международную позицию правительства Менокаля, объявили, что цель интервенции заключалась в том, чтобы поддержать сбор сахара в качестве основного военного вклада Кубы, таким образом получив название «Сахарная интервенция».

#### Либерия
Либерия вступила в войну 4 августа 1917 года, объявив войну Германской империи. Либерия имела минимальное активное участие в самой войне. Монровия пострадала от одного обстрела немецкой подводной лодкой в июне 1918 года — по своей бывшей телеграфной станции — и небольшое количество либерийских войск служило во Франции, хотя они и не участвовали в боях.
В апреле 1918 года правительство Либерии захватило немецкие активы в стране, что привело к ещё большему экономическому спаду, особенно в связи с тем, что немецкие компании вытеснили либерийские предприятия из местной экономики; это ещё более усугубилось блокадой немецких подводных лодок, которая повлияла на движение судов в Либерии.

#### Неджд и Хаса
Неджд и Хаса согласились вступить в войну в качестве союзника Великобритании по Даринскому договору 26 декабря 1915 года.

#### Нижний Асир
Нижний Асир участвовал в восстании арабов. Эмир Асира Мухаммад ибн Али аль-Идриси подписал соглашение с британцами и присоединился к Союзникам в мае 1915 года.

#### Никарагуа
Никарагуа вступил в войну 8 мая 1918 года, объявив войну Германской империи и Австро-Венгрии. Хоть государство не отправляло войска в Европу, разрыв дипломатических отношений с Германией вызвал критику со стороны националистов, либералов и других противников правительстве Чаморро. Критика высказывалась в Национальном конгрессе и в таких газетах, как «La Tribuna»: они указали на отсутствие национальной чести среди консерваторов, которые ранее также подписали договор о канале.

#### Новая Зеландия
Новая Зеландия автоматически вступила в войну вместе с Британской империей (из-за своего статуса доминиона) 4 августа 1914 года, объявив войну Германской империи. После начала войны правительство Новой Зеландии санкционировало создание Новозеландских экспедиционных сил (НЗЭС) для службы за границей. Мобилизация для НЗЭС уже началась, а подготовка незаметно началась за несколько дней до объявления войны. Вскоре последовала мобилизация, и к концу сентября НЗЭС состояли из двух бригад — Новозеландской пехотной бригады и Новозеландской конной стрелковой бригады.

#### Ньюфаундленд
Ньюфаундленд автоматически вступил в войну вместе с Британской империей (из-за своего статуса доминиона) 4 августа 1914 года, объявив войну Германской империи. Несмотря на то, что на острове не было официальной армейской организации с 1870 года, достаточно людей вскоре вызвались добровольцами, и был сформирован целый батальон, который впоследствии поддерживался на протяжении всей войны. Первых новобранцев полка прозвали «Синие обмотки» из-за необычного цвета обмоток, выбранных для придания ньюфаундлендскому полку уникального вида, а также из-за отсутствия на острове шерстяных обмоток цвета хаки. Первые пятьсот человек достигли Англии в октябре 1914 года.

#### Панама
Панама вступила в войну 7 апреля 1917, объявив войну Германской империи. Панамский канал так и не стал ареной военных действий и не стал решающим для сражений в Европе или Атлантике, хотя он был оборудован современными оборонительными укреплениями. Непосредственное участие в боевых действиях панамские вооружённые силы не принимали.

#### Португалия
Португалия вступила в войну, когда Германская империя объявила ей войну 9 марта 1916 года. В 1917 году первые португальские войска из португальского экспедиционного корпуса вступили в войну в Европе, направляясь во Фландрию. Позже Португалия участвовала в боевых действиях во Франции. Опыт португальского экспедиционного корпуса на поле боя был описан в публикации «João Nobody, Soldier of the Great War», с иллюстрациями и текстом капитана Менезеша Феррейры.

#### Россия
Российская империя вступила в войну, когда Германская империя объявила ей войну 1 августа 1914 года. Помимо своей территории, Россия считала себя защитником своих собратьев-славян и 30 июля мобилизовалась на поддержку Сербии. В ответ Германия объявила войну России 1 августа, а 6 августа — Австро-Венгрия; после того, как османские военные корабли бомбардировали Одессу в конце октября, Антанта объявила войну Османской империи в ноябре 1914 года.

#### Румыния
Румыния вступила в войну 27 августа 1916 года, объявив войну Австро-Венгрии. Вступление Румынии в войну спровоцировало серьёзные изменения для немцев. В декабре того же года румынская столица была захвачена из-за того, что ей пришлось сражаться против всех Центральных держав на самом протяжённом фронте в Европе и с небольшой иностранной помощью. Несмотря на то, что румынская кампания 1916 года была относительно короткой, она предоставила западным союзникам значительную передышку, поскольку немцы прекратили все свои наступательные операции, чтобы иметь дело с Румынией. После того, как Россия подписала Брестский мир и вышла из войны, Румыния осталась в окружении Центральных держав и в конечном итоге подписала аналогичный договор 7 мая 1918 года. Несмотря на то, что она была вынуждена уступить землю Австро-Венгрии и Болгарии, Румыния получили чистый выигрыш в территории за счёт союза с Бессарабией. 10 ноября Румыния снова вступила в войну и вела войну с Венгрией, которая длилась до августа 1919 года.

#### Сербия
Сербия вступила в войну, когда Австро-Венгрия объявила ей войну 28 июля 1914 года. Хотя Сербия успешно отбила австро-венгерскую армию в 1914 году, она была истощена из-за двух Балканских войн и не в состоянии восполнить потери людей и оборудования. В 1915 году Болгария присоединилась к Центральным державам, и к концу года объединённая болгаро-австрийско-германская армия оккупировала большую часть Сербии. За всю войну Сербия понесла самые большие пропорциональные потери среди всех комбатантов, более 25 % всех мобилизованных стали жертвами; включая мирных жителей и смерти от болезней, погибло более 1,2 миллиона человек, почти 30 % всего населения.

#### Сиам
Сиам вступил в войну 22 июля 1917 года, объявив войну Германской империи и Австро-Венгрии. Двенадцать немецких судов, пришвартованных в сиамских портах, были немедленно захвачены. Экипажи и другие граждане Центральной державы были задержаны и отправлены в Индию, чтобы присоединиться к своим согражданам в лагерях для интернированных.
В сентябре 1917 года был сформирован добровольческий экспедиционный корпус в составе медицинского, автотранспортного и авиационного отрядов. В начале 1918 года из тысяч добровольцев было отобрано 1284 человека. Силы под командованием генерал-майора Прайя Бхиджай Джанридди должны были быть отправлены во Францию. 30 июля 1918 года сиамцы высадились в Марселе. Около 370 пилотов и наземный экипаж были отправлены на аэродромы в Истре, Ле Кротуа, Ла Шапель-ла-Рейн, Бискарроссе и Пиоксе для переподготовки, так как пилоты были признаны неспособными выдержать высотный воздушный бой.
1 августа, когда французские и британские дивизии продвигались к немецким позициям на Марне, французы выбрали несколько человек из сиамского отряда, чтобы сформировать первый сиамский трудовой добровольческий отряд. Они прошли краткую подготовку и прибыли на фронт 4 августа 1918 года во время Второго Марнского сражения. Пья Бхиджай Джанриддхи служил наблюдателем во время битвы. Это был первый сиамский контингент, увидевший окопы линии фронта. Затем в середине сентября сухопутные войска активно вышли на фронт.
В августе того же года на фронт были отправлены медицинские и автотранспортные отряды, которые участвовали в Шампани и Мёз-Аргоннском наступлении. Сиамские лётчики ещё не закончили подготовку, когда было подписано перемирие 11 ноября 1918 года. С другой стороны, сухопутные войска отличились под огнём и были награждены орденами Круа де Герр и орденом Рамы. Сухопутные войска участвовали в оккупации Нойштадт-ан-дер-Хардт в Рейнской области Германии, а также приняли участие в параде Победы в Париже в 1919 году.

#### Соединённые Штаты Америки
Соединённые Штаты Америки вступили в войну 6 апреля 1917 года, объявив войну Германской империи на том основании, что Германия нарушила нейтралитет США, напав на международное судоходство своей кампанией неограниченной подводной войны. Дистанционно отправленная телеграмма Циммермана, в которой немцы пообещали помочь Мексике вернуть часть своей территории, утраченной США почти семь десятилетий назад. США вступили в войну как «ассоциированная держава», а не как формальный союзник Франции и Великобритании, чтобы избежать «иностранных конфликтов». Хотя Османская империя и Болгария разорвали отношения с Соединёнными Штатами, войны не объявляли, как и Австро-Венгрия. В конце концов, Соединённые Штаты также объявили войну Австро-Венгрии в декабре 1917 года, главным образом, чтобы помочь находящейся в тяжёлом положении Италии.

#### Франция
Поражение России в русско-японской войне (1904—1905) подорвало доверие к ней, а изоляция Великобритании во время Второй англо-бурской войны означала, что обе страны искали дополнительных союзников. В результате в 1904 году была создана Кордиальная Антанта с Великобританией; подобно англо-русской конвенции 1907 года, для внутреннего потребления в Великобритании она была сосредоточена на урегулировании колониальных споров, но привела к неформальному сотрудничеству в других областях. В 1914 году и британская армия, и Королевский флот были привержены поддержке Франции в случае войны с Германией, но даже в британском правительстве очень немногие знали о масштабах этих обязательств.
В ответ на объявление Германией войны России 2 августа Франция провела всеобщую мобилизацию в ожидании войны. Франция вступила в войну, когда Германская империя объявила ей войну 3 августа 1914 года.

##### Французский Индокитай
Почти 100 000 вьетнамцев были призывниками и отправились в Европу, чтобы сражаться и служить на фронте во Франции или работать разнорабочими. Несколько батальонов сражались и погибли на Сомме и Пикардии, в то время как другие были развёрнуты в Вердене, Шмен-де-Дам и в Шампани. Вьетнамские войска также несли службу на Балканах и Ближнем Востоке. Столкновение с новыми политическими идеалами и возвращение к колониальной оккупации своей собственной страны (правителем, за которого многие из них боролись и за что погибли) привело к некоторым неприятным настроениям. Многие из этих войск разыскали и присоединились к вьетнамскому националистическому движению, направленному на свержение французов.

##### Французская Полинезия
Жители французской Полинезии принимали участие в боях в составе Тихоокеанского батальона.

#### Черногория
Помимо отсутствия существенных выгод от балканских войн, существовали давние внутренние разногласия между теми, кто, как Никола I, предпочитал независимую Черногорию, и теми, кто выступал за союз с Сербией. В июле 1914 года Черногория была не только истощена в военном и экономическом отношении, но также столкнулась с множеством политических, экономических и социальных проблем.
На встречах, состоявшихся в марте 1914 года, Австро-Венгрия и Германия договорились не допустить союза с Сербией; Черногория может остаться независимой или разделённой, её прибрежные районы станут частью Албании, а остальные могут присоединиться к Сербии.
Никола всерьез рассматривал нейтралитет как способ сохранить свою династию и 31 июля уведомил российского посла, что Черногория ответит только на нападение Австрии. Он также провёл переговоры с Австрией, предлагая нейтралитет или даже активную поддержку в обмен на территориальные уступки в Албании.
Однако тесные связи между сербскими и черногорскими вооружёнными силами, а также общественные настроения означали, что сохранение нейтралитета не получило поддержки, особенно после того, как Россия присоединилась к войне. Черногория вступила в войну 5 августа 1914 года, объявив войну Австро-Венгрии. После некоторого первоначального успеха в январе 1916 года черногорская армия была вынуждена сдаться австро-венгерским войскам.

#### Южно-Африканский Союз
Южно-Африканский Союз автоматически вступил в войну вместе с Британской империей (из-за своего статуса доминиона) 4 августа 1914 года, объявив войну Германской империи. 7 августа 1914 года, через три дня после объявления войны, Великобритания потребовала, чтобы южноафриканские войска захватили три немецкие станции беспроводной связи в Виндхуке, Свакопмунде и Людерицбухте в Германской Юго-Западной Африке. Поскольку южноафриканско-германская граница была в основном открытой пустыней и отсутствовала вода, эта труднопроходимая местность позволила немецким колониальным силам, насчитывавшим около 3000 регулярных штурмовиков и 7000 ополченцев, развернуться в обороне вдоль ожидаемых линий атаки. Первая попытка вторжения в колонию потерпела неудачу в битве при Сандфонтейне 26 сентября 1914 года. Немецкие войска нанесли тяжёлые потери наступавшим южноафриканцам, однако позволили выжившим бежать без вреда для себя.

#### Япония
К 1914 году Японская империя превратилась в современное индустриальное государство с мощной армией; победив Китай в первой японо-китайской войне (1894—1895), она утвердилась в качестве главной державы в Восточной Азии и колонизировала тогда объединённую Корею и Формозу, ныне современный Тайвань.
Обеспокоенные российской экспансией в Корее и Маньчжурии, Великобритания и Япония подписали англо-японский союз 30 января 1902 года, согласно которому, если одна из них подвергнется нападению со стороны третьей стороны, другая останется нейтральной, а в случае нападения двух или более противников другая придёт ей на помощь. Это означало, что Япония могла рассчитывать на поддержку Великобритании в войне с Россией, если Франция или Германия, у которой также были интересы в Китае, решат присоединиться к ним. Это дало Японии уверенность, необходимую для борьбы с Россией в русско-японской войне (1905); победу установила Япония в китайской провинции Маньчжурия.
Японская империя вступила в войну 23 августа 1914 года, объявив войну Германской империи. Япония присоединилась к Антанте в обмен на немецкие территории в Тихом океане, что сильно раздражало правительство Австралии, которое тоже хотело их.

### Государства, разорвавшие дипломатические отношения с Центральными державами

#### Боливия
Боливия разорвала отношения с Германией 13 апреля 1917 года. Оловянная промышленность Боливии процветала, поскольку британцы уносили всё больше и больше металла для нужд военного времени. 28 июня 1919 года подписала Версальский договор.

#### Доминиканская Республика
Доминиканская Республика на момент начала Первой мировой войны соблюдала нейтралитет, но в 1916 году США оккупировали республику. Разорвала дипломатические отношения с Германией, но не подписала Версальский договор.

#### Перу
Перу разорвал дипломатические отношения c Германией 6 октября 1917 года. Производство меди, хлопка, каучука, нефти и гуано в Перу резко возросло, и некоторые элементы страны в течение двух или трёх лет наслаждались головокружительным процветанием. 28 июня 1919 года подписал Версальский договор.

#### Сан-Марино
Австро-Венгрия не признавала нейтралитет Сан-Марино, считая его вражеской страной и разорвала с ним дипломатические отношения. Две группы по десять добровольцев в каждой присоединились к итальянским силам, чтобы сражаться на фронте. Одна группа была боевой, а вторая — медицинским отрядом, работавшим в полевом госпитале под эгидой Красного Креста.

#### Уругвай
Уругвай разорвал дипломатические отношения с Германией 7 октября 1917 года. В Уругвае существовал настоящий страх перед немцами, живущими на юге Бразилии, которые давно громко заявляли о своих планах вторгнуться в Уругвай и сделать его частью Германской империи. 28 июня 1919 года подписал Версальский договор.

#### Эквадор
Эквадор разорвал дипломатические отношения с Германией 8 декабря 1917 года. Когда Перу изгнал немецкого министра доктора Перла, он прибыл в Кито и объявил, что он также является немецким послом в Эквадоре. Правительство Эквадора не было уведомлено о его назначении из Берлина, поэтому отказалось принять его. 28 июня 1919 года подписал Версальский договор.

## Государства, образованные во время Первой мировой войны

### Центральные державы

#### Азербайджан
В 1918 году Азербайджан, столкнувшись с большевистской революцией и противодействием мусульманской партии «Мусават», был оккупирован Османской империей, которая изгнала большевиков, поддерживая партию «Мусават». Османская империя сохраняла присутствие в Азербайджане до конца войны в ноябре 1918 года.

#### Балтийское герцогство
Балтийское герцогство было провозглашено 12 апреля 1918 года правящим классом балтийских немцев на территории современных Латвии и Эстонии. Оно должно было охватить бывшие эстонские губернии и объединить недавно созданные Курляндию и Земгалию в единое государство. Вооружённые силы в виде Прибалтийского ландесвера были созданы в ноябре 1918 года, незадолго до капитуляции Германии, которая участвовала в Гражданской войне в России в Прибалтике.

#### Беларусь
После провозглашения независимости представители Беларуси обратились к канцлеру Германии с просьбой об официальном признании Белорусской Народной Республики. Хотя он никогда не был официально признан, Народный секретариат считался законным правительством страны. Летом 1918 года БНР получила публичную поддержку Германии в российско-германской комиссии. Он выступал за выполнение Брест-Литовского мирного договора, отделение белорусской территории от РСФСР и поддержку в борьбе с планами завоевания со стороны Польши.

#### Грузия
Грузия провозгласила независимость в 1918 году, что затем привело к пограничным конфликтам между новообразованной республикой и Османской империей. Вскоре Османская империя вторглась в республику и быстро достигла Боржоми. Это вынудило Грузию обратиться за помощью к Германии, которая была им предоставлена. Германия вынудила турков уйти с грузинских территорий и признать суверенитет Грузии. Германия, Грузия и Османская империя подписали Батумский мирный договор, который положил конец конфликту с двумя последними. Взамен Грузия стала «союзником» Германии. Этот период грузино-германской дружбы был известен как Германо-турецкая интервенция в Закавказье.

#### Польша
Королевство Польское было марионеточным государством, основанным Актом от 5 ноября 1916 года. Германия создала данное государство с целью вовлечение польских сил в военные действия, а также последующей превращением её в немецкую провинцию. Однако вскоре после подписания Компьенского перемирия, поляки развернули оружие против немцев и по итогам Версальского договора забрали обширные германские территории.

#### Литва
Королевство Литва было образовано 11 июля 1918 года. Поскольку Германия проигрывала войну, литовцы получили больше свободы действий. 20 октября 1918 года канцлер Германии принц Максимилиан Баденский вновь признал независимость Литвы, пообещал преобразовать немецкую военную администрацию в гражданское правительство и позволить литовцам взять на себя управление, как только у них будет достаточно возможностей.

#### Украина
18 февраля 1918 года Украина заключила военную конвенцию с Австро-Венгрией и Германией, согласно которой 27 февраля их войска начали совместное наступление против сил Советской России, по результатам которого 12 июня 1918 года между Украиной и Советской Россией был заключён прелиминарный мирный договор. С апреля по май 1918 года немецкие, австро-венгерские и украинские войска с боями разоружили польские корпуса — к тому моменту последние лояльные Антанте силы на территории Украины. Украинская держава была протекторатом Германии во главе с гетманом Павлом Скоропадским с 29 апреля 1918 года, после свержения правительства Украинской Народной Республики.

#### Финляндия
Финляндия существовала как автономное Великое княжество России с 1809 года, а распад Российской империи в 1917 году дал ей независимость. После окончания гражданской войны в Финляндии, в которой Германия поддержала «белых» против поддерживаемого Советской Россией рабочего движения, в мае 1918 года были предприняты шаги по созданию Финляндского королевства. Был избран немецкий принц, но вмешалось перемирие.

### Союзники

#### Армения
Армения вышла из состава Российской империи после русской революции и сражалась против Османской империи. Возникла огромная проблема с беженцами. Сотни тысяч людей бежали в молодую республику от геноцида армян в Турции. Вооружённые конфликты с тремя из теоретически четырёх соседей (граница с Ираном существовала только на бумаге из-за конфликта вокруг Сангесура), усугублённые проблемой беженцев, привели к экономическому кризису с гиперинфляцией.

#### Государство словенцев, хорватов и сербов
Согласно Лондонскому договору, Италия стремилась оккупировать Риеку, Истрию, Триест и Далмацию. 5 ноября 1918 года итальянские войска заняли Вис, Ластово, Шибеник и другие места на побережье Далмации в новообразованном государстве словенцев, хорватов и сербов.

#### Российское государство
Российское государство образовалось на территории Российской империи во время гражданской войны в России. С самого своего образования придерживалась курса Антанты, отклоняя предложения Германии заключить сепаратный мирный договор.

#### Хиджаз
Во время Первой мировой войны британцы начали переговоры с шерифом Мекки Хусейном ибн Али. Верховный британский комиссар в Египте Мак-Магон пообещал в октябре 1915 года Хусейну признать его королём будущего государства, которое должно было охватывать все арабские страны Азии, за исключением Ливана, запада Сирии, юга и востока Аравии. Положившись на это обещание, шериф Хусейн поднял в июне 1916 года антиосманское восстание, основав Королевство Хиджаз.

#### Чехословакия
Чешские и словацкие солдаты, перешедшие на сторону Антанты, сформировали Чехословацкий корпус, воевавший преимущественно на восточном фронте Первой мировой. Вскоре после распада Австро-Венгрии была провозглашена независимость Чехословакии.

### РСФСР, и её союзники

#### Российская Социалистическая Федеративная Советская Республика
После Октябрьской революции 1917 года большевики, впервые вступив в международные переговоры, пытались склонить правительства стран Антанты к заключению всеобщего мира, основанного на принципе «без аннексий и контрибуций», и получили формальное согласие Центральных держав с таким подходом.
18 декабря 1917 года между российскими и турецкими войсками было заключено Эрзинджанское перемирие. Это привело к массовому отходу российских войск из Западной (Турецкой) Армении на территорию России. 10 февраля 1918 года, после заключения Центральными державами отдельного договора с представителями Украинской центральной рады, советская делегация во главе с Л. Троцким заявила о прекращении войны и одновременно об отказе от заключения мира (тактика «ни войны, ни мира»).
3 марта 1918 года переговоры завершились подписанием Брестского мирного договора, по которому от Советской России была отторгнута территория площадью 780 тыс. км² с населением 56 млн человек (треть населения Российской империи).

## Нейтральные государства под оккупацией
Хотя некоторые страны объявили о своём нейтралитете, это не помешало соперничающим державам оккупировать эти страны.

#### Албания
Албания сохраняла нейтралитет, несмотря на то, что была оккупирована Грецией (1914), Австро-Венгрией (1915—1918), Италией (1916), Францией (1916) и Болгарией (1916—1917). Начало войны представило принцу Вильгельму ещё большие проблемы, поскольку Австро-Венгрия потребовала, чтобы он послал албанских солдат сражаться вместе с ними. Когда он отказался, сославшись на нейтралитет Албании в Лондонском договоре, вознаграждение, которое он получал, было прекращено. Различные вожди племён и самозваные военачальники взяли под свой контроль центральную и северную Албанию. На юге Греции местные лидеры отказались от Корфского протокола и захватили контроль. Принц Вильгельм покинул страну 3 сентября 1914 года.

#### Люксембург
2 августа, когда французские войска все ещё находились на расстоянии от немецкой границы, Германия начала полномасштабное вторжение в Люксембург. Немецкие солдаты начали движение через юго-восток Люксембурга, пересекли реку Мозель в Ремихе и Вассербиллиге и направились в сторону столицы Люксембург. Десятки тысяч немецких солдат были отправлены в Люксембург за эти 24 часа (хотя правительство Великого Герцогства оспаривало любое точное количество, которое было предложено). Великая герцогиня Мария Аделаида приказала, чтобы небольшая армия Великого Герцогства численностью менее 400 человек не сопротивлялась. Во второй половине дня 2 августа она и Эйшен встретились с немецким командующим оберстом Рихардом Карлом фон Тессмаром на мосту Адольфа в Люксембурге, символе модернизации Люксембурга. Они мягко протестовали, но и молодая великая герцогиня, и её стареющий государственный деятель признали военное правление Германии неизбежным.

#### Персия
Персия объявила о своём нейтралитете в начале войны. Несмотря на это, на страну быстро повлияло довоенное соперничество между Союзниками и Центральными державами. В англо-русском договоре правительства России и Великобритании согласились разделить Персию на три области, при этом русские заявили права на север Персии, часть, прилегающую к их ранее завоеванным территориям в Закавказье, а британцы заявили права на юг, который граничит с Британской Индией (третий регион был оставлен в качестве буферной зоны).

## Негосударственные образования

### Центральные державы

#### Бурские республики
Антибританские буры, узнав о намерении правительства Южно-Африканского Союза осуществить вторжение на территорию Германской Юго-Западной Африки организовали восстание буров с целью восстановление независимости бурских республик (Оранжевой и Трансвааля), утраченной в результате Второй англо-бурской войны. Восстание потерпело поражение, а его зачинщики были приговорены к крупным денежным штрафам и различным срокам тюремного заключения.

#### Внутренняя македонско-одринская революционная организация
В октябре 1914 члены национально-освободительной революционной организации начали подрывную деятельность на территории сербской Вардарской Македонии, которую поддержали Германия и Австро-Венгрия. Германия и Австро-Венгрия планировали создать на территории сербской Македонии сети боевых групп ВМРО общей численностью более 25 000 человек, а взамен к 1915 году македонские боевики активизировали свои действия и начали координировать свои действия с войсками Центральных держав. В апреле 1915 года нападение отряда турок и боевиков ВМОРО на сербских полицейских вызвало официальный протест со стороны Сербии и стран Антанты в адрес Болгарии, являлось попыткой Австро-Венгрии и Германии подтолкнуть Болгарию к столкновению с Сербией.

#### Зяйянская конфедерация
Союз берберских племён французскому завоеванию Марокко. Центральные державы оказали значительную помощь, в частности разведывательную и финансовую поддержку. Германской разведкой Марокко считался слабым местом Франции, но Германия оказалась неспособна найти подходящего лидера сопротивления и изменила свои планы от широкомасштабного восстания в Марокко до мелкой поддержки существующего движения сопротивления. После Первой мировой продолжили борьбу до 1921.

#### Сенусия
Суфийский повстанческий религиозно-политический орден после турецкой-итальянской войны не принял господство итальянцев в Ливии и оказал им сопротивление. Благодаря помощи Центральных держав он практически изгнал итальянцев из большей части Ливии. После объявление джихада Османской империи, в декабре 1915 года сенуситские отряды вторглись в Британский Египет, где потерпели сокрушительное поражение.

### Союзники

#### Ассирийские добровольцы
Военачальники Шимун XIX Беньямин, Ага-Петрос и местные вожди ассирийцев решили встать на сторону Антанты с целью получения автономии или независимости после войны. Несмотря на удачные сражения против Османской империи, после войны в автономии им было отказано.

## Хронология объявления войны
| Дата       | Кто объявил                                                     | Кому объявил                                       |
| 1914       | 1914                                                            | 1914                                               |
| ---------- | --------------------------------------------------------------- | -------------------------------------------------- |
| 28 июля    | Австро-Венгрия                                                  | Сербия                                             |
| 1 августа  | Германия                                                        | Россия                                             |
| 3 августа  | Германия                                                        | Франция                                            |
| 4 августа  | Германия                                                        | Бельгия                                            |
| 4 августа  | Великобритания Австралия Канада Новая Зеландия Ньюфаундленд ЮАС | Германия                                           |
| 5 августа  | Черногория                                                      | Австро-Венгрия                                     |
| 6 августа  | Австро-Венгрия                                                  | Россия                                             |
| 6 августа  | Сербия                                                          | Германия                                           |
| 9 августа  | Черногория                                                      | Германия                                           |
| 11 августа | Франция                                                         | Австро-Венгрия                                     |
| 12 августа | Великобритания                                                  | Австро-Венгрия                                     |
| 22 августа | Австро-Венгрия                                                  | Бельгия                                            |
| 23 августа | Япония                                                          | Германия                                           |
| 25 августа | Япония                                                          | Австро-Венгрия                                     |
| 1 ноября   | Россия                                                          | Османская империя                                  |
| 2 ноября   | Сербия                                                          | Османская империя                                  |
| 3 ноября   | Черногория                                                      | Османская империя                                  |
| 5 ноября   | Великобритания Франция                                          | Османская империя                                  |
| 1915       |                                                                 |                                                    |
| 23 мая     | Италия                                                          | Австро-Венгрия                                     |
| 21 августа | Италия                                                          | Османская империя                                  |
| 14 октября | Болгария                                                        | Сербия                                             |
| 15 октября | Великобритания Черногория                                       | Болгария                                           |
| 16 октября | Франция                                                         | Болгария                                           |
| 19 октября | Италия Россия                                                   | Болгария                                           |
| 1916       |                                                                 |                                                    |
| 9 марта    | Германия                                                        | Португалия                                         |
| 15 марта   | Австро-Венгрия                                                  | Португалия                                         |
| 27 августа | Румыния                                                         | Австро-Венгрия                                     |
| 27 августа | Италия                                                          | Германия                                           |
| 28 августа | Германия                                                        | Румыния                                            |
| 30 августа | Османская империя                                               | Румыния                                            |
| 1 ноября   | Болгария                                                        | Румыния                                            |
| 1917       |                                                                 |                                                    |
| 6 апреля   | США                                                             | Германия                                           |
| 7 апреля   | Куба Панама                                                     | Германия                                           |
| 13 апреля  | Боливия                                                         | Германия                                           |
| 2 июля     | Греция                                                          | Германия Австро-Венгрия Османская империя Болгария |
| 22 июля    | Сиам                                                            | Германия Австро-Венгрия                            |
| 4 августа  | Либерия                                                         | Германия                                           |
| 14 августа | Китай                                                           | Германия Австро-Венгрия                            |
| 6 октября  | Перу                                                            | Германия                                           |
| 7 октября  | Уругвай                                                         | Германия                                           |
| 26 октября | Бразилия                                                        | Германия                                           |
| 7 декабря  | США                                                             | Австро-Венгрия                                     |
| 7 декабря  | Эквадор                                                         | Германия                                           |
| 10 декабря | Панама                                                          | Австро-Венгрия                                     |
| 16 декабря | Куба                                                            | Австро-Венгрия                                     |
| 1918       |                                                                 |                                                    |
| 23 апреля  | Гватемала                                                       | Германия                                           |
| 8 мая      | Никарагуа                                                       | Германия Австро-Венгрия                            |
| 23 мая     | Коста-Рика                                                      | Германия                                           |
| 12 июля    | Гаити                                                           | Германия                                           |
| 19 июля    | Гондурас                                                        | Германия                                           |
| 10 ноября  | Румыния                                                         | Германия                                           |

- Записи на жёлтом фоне означают разрыв дипломатических отношений, но не объявление войны.